# Carnival (canción de Eric Clapton)
«Carnival» es una canción del músico británico Eric Clapton, publicada en el álbum de estudio No Reason to Cry (1977). La canción fue también lanzada como segundo sencillo del álbum en enero de 1977.

## Composición
La canción, escrita en una estructura monótona, repite continuamente una estrofa y un único estribillo y está compuesta en clave de La mayor. Además de incluirse en el álbum No Reason to Cry, RSO Records publicó la canción como segundo sencillo del álbum, con el tema «Hungry» como cara B, en enero de 1977. Aunque no entró en las listas de éxitos británica ni estadounidense, sí lo hizo en varios países europeos como Austria y Países Bajos, donde alcanzó los puestos 22 y 20 respectivamente.

## Posición en listas
| Lista (1977)                | Posición |
| --------------------------- | -------- |
| Austria (Ö3 Austria Top 40) | 22       |
| Países Bajos (Dutch Top 40) | 20       |